# パーシー・リザ
パーシー・リザ、カルロス・パーシー・リザ・エスピノーザ（Carlos Percy Liza Espinoza、2000年4月10日 - ）は、ペルー・チンボテ出身のサッカー選手。ペルー代表。ポジションはフォワード。
ユース年代で地元の様々なクラブに所属した後に首都リマを本拠地とするスポルティング・クリスタルのU20チームに加入した。ペルーの育成年代のリーグ、リザーブ・ド・トーナメントで活躍し、18歳にしてトップチームデビューを果たした。
若く怪我がちだった為、リザーブチームにもう1年間在籍し、2回目の優勝も達成した。翌年、クラブの主力としてトップチームでもタイトルを獲得した。

## プロ入り前
リザはアンカシュ県サンタ郡の港町チンボテの、キリスト教徒の平均的な家庭に生まれた。
サッカーを始めて最初に所属したホセ・ガルベスFBCのサッカースクールでいきなり頭角を現し始めた。当時の憧れはパオロ・ゲレーロとカリム・ベンゼマだった。
翌年、リザはホセ・ガルベススポーツアカデミーに加入し、そこで成長を続けた。2014年にはデポルティーボ・ホセ・オラージャ、チンボテトレーニングセンター、翌2015年にはアカデミア・シデルペルでプレーした。2016年から2017年の2年間はサン・ペドロ大学でプレーし、2016年にはアンカシュ県選抜にも選出された。
2017年、スポルティング・クリスタルのトライアルを受け、見事合格したリザは家族の元を離れて単身リマへ挑んだ。
スポルティング・クリスタルの下部組織、通称「クォーリー（採石場の意）」ではパブロ・ゼラーガ監督の元、心理学者や勉強を指導する教師、身体の成長を観察する医師が配置されており、サッカー選手としても人としても成長することができた。リザは20歳以下のチームで得点を量産し、クォーリーの攻撃の核となった。

## クラブ経歴

### スポルティング・クリスタル

#### 2019-2021 デビューと初期
2019年1月30日、エスタディオ・ジョージ・キャプウェルで行われたCSエメレクとの親善試合でトップチームデビューを果たした。2月3日のアカデミア・カントラオと行われた、その年のメンバーをお披露目するディア・デ・ラ・ラサ・キャッスルにも召集された。
4月の始めにリザはクラブと2年契約を交わし、正式にプロとなった。監督のクラウディオ・ビバスは4月6日にエスタディオ・シウダー・デ・クマナで行われたアヤクーチョFCとの試合で投入し、18歳10ヶ月26日でのプロデビューとなった。その後、5月22日のコパ・スダメリカーナ2019、ウニオン・エスパニョーラ戦で国際試合デビュー、5月25日のFBCメルガルでは初スタメンを飾ったが、その後の試合では出場機会が訪れず、Bチームに参加することとなった。
2020年はルーキーイヤーよりも出場機会を得ることができたが、結果がなかなか出ずにいた。11月20日のウニベルシタリオ・デポルテス戦で待望の初ゴールを記録すると、プレーオフ1回戦のアヤクーチョFCとの試合で途中出場ながら決勝点を決め、決勝進出に大きく貢献した。
2021年にスポルティング・クリスタルと2年間の契約延長をしたものの、前期シーズンではなかなか試合に出れずにいた。5月6日のコパ・リベルタドーレス2021、CAレンティスタス戦でシーズン初スタメンとして出場するも、22分で膝を負傷し、その後の前期の試合を欠場することとなった。
後期シーズン初戦からスタメンで復帰すると、いきなり1ゴール1アシストで勝利に貢献し、幸先のいいスタートを切った。その後も最終戦に欠場する前までスタメン出場を継続し、後期16試合で6ゴール5アシストの活躍を見せた。プレーオフではアリアンサ・リマに2戦合計0-1で敗北したが、その年の新人賞を受賞し、憧れのパオロ・ゲレーロからも称賛された。
シーズン終了後、休暇で訪れていたベルギーのブリュッセルにてRSCアンデルレヒト対SVズルテ・ワレヘムの試合を代理人と共に観戦していたためベルギーへの移籍が噂された。ベルギーでのプレー経験もある元ペルー代表のアンドレス・メンドーサは「彼はベルギーのサッカーに適応できる能力を持っている」と述べた。

#### 2022 ペルーでの半年
ベルギーへの移籍の噂は一蹴され、2022年もスポルティング・クリスタルに在籍することになり、フロリダでのプレシーズンマッチに参加した。プレシーズンでは3試合でゴールを決め、調子は上々と思われた。
前期シーズンは思ったように結果が出ず、第4節のウニベルシダ・テクニカ・デ・カハマルカ戦で1ゴール1アシストを記録したものの、前期シーズン終了時点で14試合3ゴール1アシストと、前年を考えると物足りない数字となった。

### CSマリティモ
それでも才能を見出したCSマリティモが買取オプション付きの1年間期限付き移籍で獲得。背番号は36。
第10節のFCアロウカ戦の試合終盤に投入されポルトガルデビューを果たすと第14節のリオ・アヴェFC戦で移籍後初スタメンに入った。第22節のCDサンタ・クララ戦で8試合目にしてようやく初ゴールを記録した。

## 選手として

### プレースタイル
2020年から2022年までスポルティング・クリスタルで指揮を執っていたロベルト・モスケラは「偉大なサッカーの才能」を持つ選手と評している。キリアン・エムバペとも比較されるそのプレースタイルは、真ん中だけではなくウイングもこなし、両足とも遜色なく使うことができる。特に左サイドから中央に切り込んだ後は右足でシュートを打つ、左足でアシストをするなどプレーの選択肢が多い。また、1対1での状況にも強く、細かいフェイントや爆発的な加速力と創造性で相手を抜き去る。185cmと長身でありながら恵まれた身体能力を武器に相手を翻弄する。
ポジションはいわゆる「9番」を主とするが、前述のようにセンターフォワードに加えウイング、またはトップ下など攻撃的なポジションであればそつなくプレーすることができる。

## 個人成績

### クラブ
2022年7月31日現在
| クラブ                     | シーズン     | リーグ       | リーグ | リーグ | カップ戦 | カップ戦 | コンチネンタルカップ | コンチネンタルカップ | 合計 | 合計 |
| クラブ                     | シーズン     | リーグ       | 出場   | 得点   | 出場     | 得点     | 出場                 | 得点                 | 出場 | 得点 |
| -------------------------- | ------------ | ------------ | ------ | ------ | -------- | -------- | -------------------- | -------------------- | ---- | ---- |
| スポルティング・クリスタル | 2019         | Liga 1       | 2      | 0      | -        | -        | 1                    | 0                    | 3    | 0    |
| スポルティング・クリスタル | 2020         | Liga 1       | 8      | 2      | -        | -        | -                    | -                    | 8    | 2    |
| スポルティング・クリスタル | 2021         | Liga 1       | 23     | 6      | 3        | 2        | 5                    | 0                    | 31   | 8    |
| スポルティング・クリスタル | 2022         | Liga 1       | 19     | 4      | -        | -        | 5                    | 1                    | 24   | 5    |
| スポルティング・クリスタル | Total        | Total        | 52     | 12     | 3        | 2        | 11                   | 1                    | 66   | 15   |
| Career total               | Career total | Career total | 52     | 12     | 3        | 2        | 11                   | 1                    | 66   | 15   |

#### 代表
国際Aマッチ 2試合0得点